# (4406) Mahler
(4406) Mahler est un astéroïde de la ceinture principale.

## Description
(4406) Mahler est un astéroïde de la ceinture principale. Il fut découvert par Freimut Börngen le 22 décembre 1987 à Tautenburg. Il présente une orbite caractérisée par un demi-grand axe de 3,15 UA, une excentricité de 0,129 et une inclinaison de 1,9° par rapport à l'écliptique.
Il fut nommé en hommage au compositeur et chef d'orchestre autrichien Gustav Mahler (1860-1911).

## Compléments